# Обухов (Винницкая область)
Обу́хов (укр. Обухів) — село на Украине, находится в Мурованокуриловецком районе Винницкой области.
Код КОАТУУ — 0522884801. Население по переписи 2001 года составляет 725 человек. Почтовый индекс — 23441. Телефонный код — 4356.
Занимает площадь 2,264 км².

## Религия
В селе действует Свято-Параскевинский храм Мурованокуриловецкого благочиния Могилёв-Подольской епархии Украинской православной церкви.

## Адрес местного совета
23441, Винницкая область, Мурованокуриловецкий р-н, с. Обухов, ул. Солнечная, 22